# Life (1999)
Life (bra: Até que a Fuga Os Separe; pt: É a Vida) é um filme americano de 1999, do gênero comédia dramática, dirigido por Ted Demme e lançado pela Universal Pictures. Life é protagonizado por Eddie Murphy e Martin Lawrence, e conta com um elenco de apoio composto por Obba Babatundé, Bernie Mac, Anthony Anderson, Miguel A. Núñez Jr., Bokeem Woodbine, Guy Torry, Michael Taliferro e Nick Cassavetes, além de atuações especiais de Ned Beatty, Rick James, R. Lee Ermey e Heavy D. 
O filme apresenta uma narrativa moldura para contar a história de dois nova-iorquinos, Ray Gibson (Murphy) e Claude Banks (Lawrence), presos injustamente, acusados de assassinato, e sentenciados à prisão perpétua na década de 1930. Da juventude à velhice, os dois homens convivem com uma série de outros detentos, enquanto tentam provar sua inocência e alcançarem a liberdade.
Life recebeu uma indicação ao Oscar de melhor maquiagem no 72° Oscar (2000). Na época, o filme não atendeu às expectativas do estúdio nas bilheterias e recebeu críticas mistas dos críticos. Anos mais tarde, recebeu uma forte atenção entre os fãs de Murphy e Lawrence, que elogiaram a permofance cômica/dramática do elenco e a abordagem de temas como racismo, homofobia e desigualdade social, estabelecendo Life como um clássico cult.

## Sinopse
Um preso idoso chamado Willie Long (Obba Babatundé) comparece ao enterro de dois amigos que recentemente morreram em um incêndio da enfermaria de uma prisão do Mississippi. Ele começa a contar, aos dois jovens prisioneiros que estão cavando os túmulos, a história de vida de seus amigos.
Em 1932, Ray Gibson (Eddie Murphy) e Claude Banks (Martin Lawrence) são dois nova-iorquinos de mundos diferentes. Ray é um persuasivo vigarista de pequenos golpes, enquanto  Claude é um homem honesto, mas muitas vezes egoísta e ganancioso, que trabalha como caixa de banco no Federal Reserve de Nova York. Ambos estão em um clube noturno chamado Spanky's, quando Ray escolhe Claude como seu alvo. Ambos acabam nas más graças do dono do clube, Spanky Johnson (Rick James), e Ray propõe que ele e Claude quitem sua dívida através de um contrabando, indo para o sul, a fim de comprar um carro no Mississipi. Antes que eles possam voltar para Nova Iorque, um traficante local chamado Winston Hancock (Clarence Williams III), que anteriormente roubou Ray em um jogo de cartas, é assassinado pelo xerife racista Warren Pike (Ned Vaughn), que incrimina Ray e Claude pelo homicídio. Pouco tempo depois, eles vão a julgamento e são condenados à prisão perpétua.
Ray e Claude são enviados para uma infame prisão chamada 'Campo 8' (atual Penitenciária do Estado do Mississippi), para realizarem trabalhos forçados. Eles logo entram em conflito com os sádicos guardas, Sargento Dillard (Nick Cassavetes) e Hoppin' Bob (Brent Jennings), e conhecem outros presos, que acabam tornando-se seus amigos, como Willie, o bolinador "Mão boba" (Bernie Mac), o homossexual Biscuit (Miguel A. Núñez Jr.), o taifeiro "Cookie" (Anthony Anderson), "Radio" (Guy Torry), "Pokerface" (Barry Shabaka Henley) e o grandalhão "Goldmouth" (Michael Taliferro), um valentão com quem Ray inicialmente tem uma briga. Claude pede ao primo advogado, Melvin, que apele contra a sua condenação, com a ajuda de sua namorada Daisy, mas isso é negado, e logo depois, Claude descobre que Daisy o trocou por Melvin. Uma noite, Claude e Ray tentam escapar da prisão, chegando até o Tallahatchie, antes de serem capturados e sentenciads a uma semana de confinamento na solitária.
Doze anos depois, por volta de 1944, com idades entre 30–35 anos, eles conhecem um jovem detento mudo apelidado de "Marcha Lenta" (Bokeem Woodbine), que revela-se um talentoso jogador de beisebol, e que supostamente teria engravidado Mae Rose (Poppy Montgomery), a filha do superintendente Abernathy (O'Neal Compton), visto que a criança nasceu multirracial. Ele chama a atenção de um olheiro das Ligas negras de beisebol que afirma que pode tirá-lo da prisão se ele começar a jogar profissionalmente. Ray e Claude, vendo uma oportunidade para a libertação, tentam convencer o homem a ajudá-los também, visto que eles ficaram amigos de Marcha Lenta e o incentivaram a jogar melhor. Durante o horário de visitas, Biscuit confessa a Ray que vai ser solto, mas teme voltar para a casa da família devido a sua sexualidade, acabando por cometer suicídio deliberadamente ao correr para a "linha de fogo", sendo baleado pelos guardas. Enquanto os prisioneiros se recuperam pela morte de Biscuit, 'Marcha Lenta' é libertado para jogar nos Pittsburgh Crawfords, um time de beisebol negro da Pensilvânia. Ray inventa uma nova fuga, mas Claude se recusa, chateado com o fato de  'Marcha Lenta' ter saído sem eles, levando a um rompimento com Ray. Isso faz com que os dois sigam caminhos separados.
Vinte e oito anos mais tarde, em 1972, Ray e Claude têm 65 anos de idade e ainda não se falam. Todos os seus amigos já morreram ou foram libertados por algum motivo, exceto Willie, que agora está confinado a uma cadeira de rodas. Um dia, Claude ultrapassa a linha de tiro para para roubar uma torta, sendo punido a ficar descalço sobre uma caixa de garrafas. Dillard, que ainda dirige o campo, se oferece para libertar Ray se ele atirar em Claude caso ele se mova; Ray se recusa e recebe a mesma punição. Comovido, Claude pede desculpas e eles finalmente fazem as pazes.
Ray e Claude são transferidos para morarem e trabalharem na mansão do Superintendente Dexter Wilkins (Ned Beatty). Ray cuida do jardim, enquanto Claude trabalha dentro de casa e faz amizade com Wilkins. Claude é encarregado de buscar o novo superintendente, que por acaso é o xerife Warren Pike (R. Lee Ermey), o homem que incriminou Ray e Claude há quarenta anos atrás. Durante uma caça de faisões, Ray percebe que Pike está com o relógio que foi de seu pai e o questiona sobre as origens do relógio e da cicatriz em sua bochecha esquerda. Pike reconhece Ray e ameaça matá-lo, mas ele pega sua espingarda e tenta se vingar por ter roubado dele e de Claude todos esses anos de suas vidas. Pike admite sem remorso tê-los incriminado, afirmando que "O Estado do Mississippi conseguiu 40 anos de mão-de-obra barata". Enquanto Claude luta para impedir que Ray se vingue, Pike tenta matá-los, mas é baleado e morto por Wilkins, que percebe que Ray e Claude são realmente inocentes e encobre o assassinato de Pike como um acidente de caça. Ele pretende libertá-los, mas morre de ataque cardíaco antes disso.
Em 1997, já nos dias atuais, Ray e Claude são agora idosos, com 90 anos, passando a viverem na enfermaria da prisão. Claude conta pra Ray de mais um plano que ele tem em mente, mas Ray parece ter aceitado o seu destino de morrer na prisão. Naquela noite, a enfermaria pega fogo, e aparentemente os dois amigos são consumidos pelas chamas. Willie conclui a história descrevendo o plano de Claude: Ele e Ray roubariam dois corpos do necrotério, iniciariam um incêndio, plantariam os corpos e depois se esconderiam nos caminhões de bombeiros, partindo com eles pela manhã. Quando os trabalhadores perguntam por que o plano não funcionou, Willie diz para eles: "Nunca disse que não funcionou". Os prisioneiros percebem que os corpos que enterraram não são os de Ray e Claude, que escaparam de volta a Nova York, e são vistos pela última vez assistindo a um jogo dos New York Yankees. O filme termina revelando que os dois amigos passaram os últimos anos de sua vida bem e livres, morando no Harlem.

## Elenco
- Eddie Murphy como Rayford "Ray" Gibson
- Martin Lawrence como Claude Banks
- Obba Babatundé como Willie Long
- Ned Beatty como Dexter Wilkins
- Nick Cassavetes como Sargento Dillard
- Anthony Anderson como "Cookie"
- Bernie Mac como "Mão-boba"
- Miguel A. Núñez Jr. como Biscuit
- Brent Jennings como Guarda Hoppin' Bob
- Michael Taliferro como "Goldmouth"
- Bokeem Woodbine como "Marcha Lenta"
- Guy Torry como "Radio"
- Barry Shabaka Henley como "Pokerface"
- Sanaa Lathan como Daisy
- O'Neal Compton como Superintendente Abernathy
- Noah Emmerich como Stan Blocker
- Rick James como Spanky Johnson
- R. Lee Ermey como o velho Xerife Pike
  - Ned Vaughn como o jovem Xerife Pike
- Clarence Williams III como Winston Hancock
- Heavy D como Leon
- Bonz Malone como Jake
- Lisa Nicole Carson  como Sylvia
- Poppy Montgomery como a jovem Mae Rose
  - Allyson Call como a pequena Mae Rose
- Johnny Brown como Reverendo Clay
- Don Harvey como Billy Bob

## Produção
O filme marcou a segunda parceria entre Murphy e Lawrence, anteriormente vistos em Boomerang (1992).
Em julho de 1996, foi anunciado que Eddie Murphy estrelaria Life. O filme foi o resultado de uma proposta que Murphy deu a Brian Grazer, com quem Murphy trabalhou anteriormente em The Nutty Professor. O filme foi o primeiro de um contrato de dois filmes entre Murphy e Imagine Entertainment , sendo o segundo Bowfinger (1998). 
Embora o filme se passe em Mississippi, foi filmado inteiramente na em Los Angeles, Califórnia. Os locais de filmagem incluíram Downey e Norwalk, além do estúdios da Universal. Locais no norte da Califórnia incluíam as cidades de Sacramento, Brentwood e o bairro de Locke. As filmagens ocorreram de março a junho de 1998.

## Trilha sonora
| Críticas profissionais | Críticas profissionais |
| Avaliações da crítica  | Avaliações da crítica  |
| Fonte                  | Avaliação              |
| ---------------------- | ---------------------- |
| Allmusic               | Link                   |

1. "25 to Life"- 4:03 (Xzibit, Ja Rule, Juvenile, Nature & Reptile)
2. "It's Like Everyday"- 4:26 (DJ Quik featuring R. Kelly and Maus Berg)
3. "Stimulate Me"- 4:13 (Destiny's Child feat. Mocha) (produção de Jermaine Dupree)
4. "Fortunate"- 4:59 (Maxwell)
5. "Lovin' You" (The Remix) - 3:57 (Sparkle)
6. "Every Which Way"- 4:05 (Talent featuring Vegas Cats)
7. "It's Gonna Rain"- 4:02 (Kelly Price)
8. "Discovery"- 4:19 (Brian McKnight)
9. "Follow the Wind"- 4:28 (Trisha Yearwood)
10. "Why Should I Believe You?"- 4:09 (Mýa)
11. "What Would You Do?"- 3:32 (City High)
12. "What Goes Around"- 4:27 (Khadejia featuring Marie Antoinette)
13. "Speechless"- 4:52 (The Isley Brothers)
14. "Life"- 3:43 (K-Ci & JoJo)
15. "New Day"- 3:59 (Wyclef Jean featuring Kenny G)

## Recepção

### Bilheteria
Life foi lançado em 13 de abril de 1999 na América do Norte. O filme arrecadou $ 73.345.029 em todo o mundo contra um orçamento de US $ 80 milhões, tornando-se uma decepção financeira.

### Crítica
O filme recebeu comentários mistos com críticas positivas e atualmente tem uma classificação de 50% no Rotten Tomatoes. O consenso crítico do site diz: "O humor divertido, se não excessivo, de uma dupla de quadrinhos sólida fornece muitos risos".

## Prêmios e indicações
- Óscar
  - Indicado para Melhor Maquiagem (2000)
- NAACP Image Award
  - Indicado para Melhor Filme (2000)
- BMI Film & TV Awards
  - Vencedor: Canção mais executada a partir de um Filme (2000)
- Blockbuster Entertainment Awards
  - Indicado com Eddie Murphy para Favorite Comédia Team (2000) para o filme
  - Indicado para Melhor Canção de um filme (Fortunate)